# Néstor Délfor Gallo
Néstor Délfor Gallo (La Plata, Buenos Aires, Argentina; 1924 - 6 de septiembre de 2008) fue un museólogo, museógrafo, docente y escritor argentino.

## Biografía

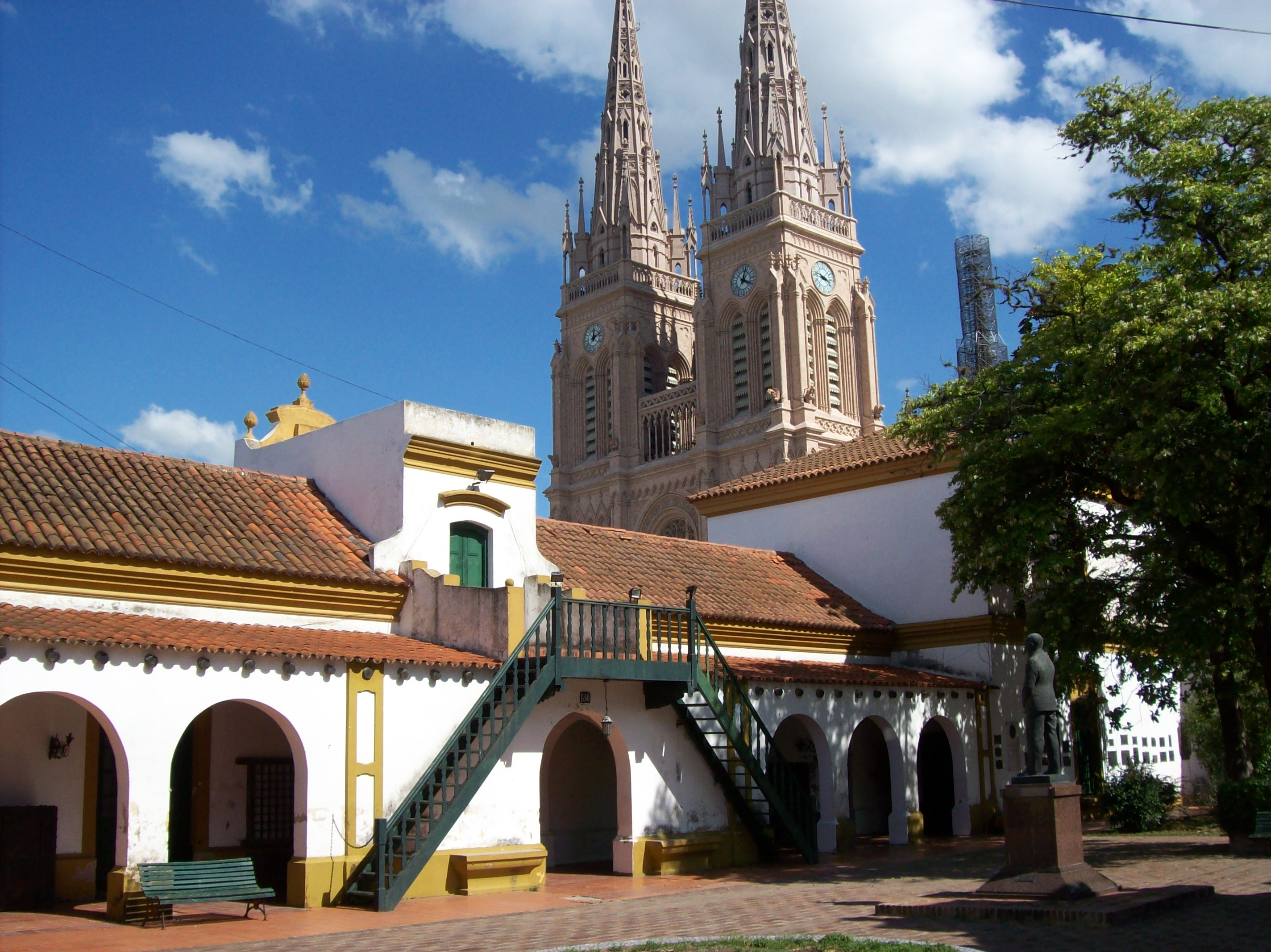
Museo Colonial e Histórico Enrique Udaondo, Luján, Provincia de Buenos Aires.

Néstor Délfor Gallo nació en La Plata, Buenos Aires, Argentina en 1924. Estudió el secundadio en el Colegio Nacional Rafael Hernández, y se graduó de la Facultad de Humanidades en la Universidad Nacional de La Plata. Perteneció al grupo fundador del Teatro Universitario de La Plata. Trabajó durante años en la radio y colaboró con Cándido Moneo Sanz en muchas de sus películas, pioneras a nivel local. Se casó con Beatriz Güimil con quien tuvo dos hijos. Fue profesor de Castellano y Literatura en los primeros años del Colegio Nacional.
Creó y dirigió el Museo Histórico Regional "Marta Inés Martínez" en Ranchos, en el Partido de General Paz, inaugurado el 12 de octubre de 1964. Bajo su dirección el Museo Colonial e Histórico de Luján pasó a constituirse en el Complejo Museográfico Provincial "Enrique Udaondo" por decreto del gobierno provincial en el cincuentenario de la institución, el cual dirigió entre octubre de 1969 y julio de 1973. Estando en este último obtuvo una beca de la Organización de Estados Americanos para especializarse en museografía moderna en el Museo Nacional de Antropología e Historia de México. Regresó a Luján a principios de la década de 1970 para reorganizar el actual museo de Luján en divisiones: Museo Colonial e Histórico, que incluye el antiguo Cabildo y la Casa del Virrey, el Museo del Transporte y el Museo del Automotor, a los que agregó el Archivo Zeballos, la Biblioteca Ingeniero Enrique Peña, gabinetes didácticos, talleres y el Laboratorio de Restauración y Conservación.

## Obras

### Novela
- Morganti, novela cinematográfica (1951), junto con Oscar A. Bozzarelli
- Adiós Buenos Aires
- Aguas doradas

### Narrativa
- Juan, el loco (1949)[5]
- El último cornetín, y otros cuentos (1962), compuesta por El Leandro, La pera, El monte, El último cornetín

### Museografía
- Comunicación museográfica en el Museo Nacional de Antropología de México (1972), ilustrado por Oscar Levaggi